# Ерёминская волость
Ерёминская волость — волость в составе Сергиевского уезда Московской губернии (1921—1922), до 1921 года — Александровского уезда Владимирской губернии. Волостной центр — деревня Ерёмино. Образована в 1861 году, упразднена в 1929 году. Ныне в основном территория административно-территориальной единицы город областного подчинения Сергиев Посад с административной территорией (до 2019 года Сергиево-Посадский район), в меньшей степени в 

## История
9 мая 1921 Ерёминская, Константиновская и часть Ботовской и Рогачёвской волостей Александровского уезда присоединены к Сергиевскому уезду.
12 июля 1929 года на территории Сергиевского уезда образован Сергиевский район, в который вошли, в том числе сельсоветы из Ерёминской волости: Григоровский, Ерёминский, Марьинский, Соснинский, Чижовский.

## Состав
- Адамово
- Антолопово
- Антоново
- Бор
- Бородкино
- Былино
- Гинутьево
- Городищи
- Горошково
- Егорьевский погост
- Ерёмино — волостной центр
- Ивашково
- Ивнягово
- Каменки
- Козлово
- Комарово
- Корнилово
- Корытцево
- Лискино
- Лихенино
- Марьино
- Мехово
- Напольское
- Натальино
- Новая
- Новиково
- Новогригорово
- Опарино
- Опенки
- Пайсово
- Пальчино
- Парфёново
- Разделенцы
- Сальниково
- Сахарово
- Селиваново
- Соклепово
- Соснино
- Старо-Григорово
- Сырнево
- Сысоево
- Фролово
- Хомяково
- Чижево
- Шарапово
- Юдино